# Juan Filloy
Juan Filloy (Córdova, 1 de agosto de 1894 – Córdova, 15 de julho de 2000) foi um advogado, jornalista, escritor e desenhista argentino.

## Biografia
Filho de pai espanhol e mãe francesa, nasceu na cidade de Córdoba, mas viveu durante mais de 60 anos em Río Cuarto. Embora nunca tenha jogado futebol, em 1913 esteve entre os sócios fundadores do clube Talleres, entidade que chegou a presidir. Em 1918, participou ativamente na Reforma universitária, quase no mesmo tempo em que trabalhava de caricaturista. Foi membro da Federação Argentina de Boxe e orientou combates de Luis Ángel Firpo.
Em 1920, recém-graduado advogado na Universidade Nacional de Córdoba, mudou-se para Río Cuarto, cidade onde viveu durante 64 anos. Em sua cidade adotiva, foi um dos fundadores do Museu de Belas Artes de Río Cuarto e do Clube de Golfe (esporte que nunca particou). Durante sessenta anos, foi colaborador do jornal El Pueblo de Río Cuarto, no qual escrevia uma coluna diária com comentários da atualidade, crítica literária e teatral. Depois de publicados seus primeiros sete livros em edições de autor, permaneceu mais de 28 anos (de 1939 a 1967) sem novas publicações. Durante esse tempo trabalhou como juiz, embora não tenha deixado de escrever abundantemente. A partir de 1984 e até sua morte voltou a morar na cidade de Córdoba.

## O escritor
Foi importante fonte de inspiração para outros escritores, notadamente Julio Cortázar, quem se refere à obra de Filloy em Rayuela e em La vuelta al día en ochenta mundos. A respeito de Filloy, o escritor e crítico mexicano Alfonso Reyes confirmou que era "o progenitor de uma nova literatura americana". Sua obra se caracteriza principalmente por uma crítica dos costumes, efetuada mediante o humor e recorrendo freqüentemente à paródia e à ironia.
Ao longo dos seus 105 anos de vida, Juan Filloy desenvolveu uma vasta obra literária em todos os gêneros:  romances, novelas, contos, ensaios, tradução, poesia, e teatro.
Entre as curiosidades de sua obra literária merece destacar-se sua dedicação aos palíndromos, dos quais publicou mais de 8 000 - até 2006 era o maior produtor de palíndromos na língua espanhola depois de Víctor Carbajo, e os megasonetos, que consistem de 14 séries de 14 sonetos, publicando 896 deles. Outra curiosidade consiste em que todos os títulos de suas obras têm sete letras, e que estes títulos começam com todas as letras do alfabeto.

## Obras
Entre 1930 e 1997 foram publicadas 27 obras de Filloy:
- Periplo (1930)
- ¡Estafen! (1931 e 1997)
- Balumba (1932)
- Op Oloop (1934, 1967 e 1997)
- Aquende (1935 e 1996)
- Caterva (1938 e 1992)
- Finesse (1939)
- Ignitus (1971)
- Yo, yo y yo (1971)
- Los Ochoa (1972)
- La potra (1973)
- Usaland (1973)
- Vil & Vil (1975)
- Urrumpta (1977)
- Tal cual (1980)
- L'Ambigú (1982)
- Karcino (1988)
- Gentuza (1991)
- Mujeres (1991)
- La purga (1994)
- Elegías (1994)
- Esto fui (1994)
- Sagesse (1995)
- Don Juan (1995)
- Sexamor (1996)
- Sonetos (1996)
- Decio 8A (1997)

Outras três obras foram publicadas sob forma de artigo no jornal citado, El Pueblo e no La Nación de Buenos Aires: Jjasond, Metopas e Ñanpilm. No começo de 2006, um número considerável de obras de Filloy ainda não haviam sido publicadas: Ambular, Chagui, Churque, Eran Así, Gaudium, Homo Sun , Ironike, Item Más, Llovizna, Miss Liv, Nepente, Nefilim, Quolibet, Recital, Revenar, Sicigia, Tanatos, Todavía, Witness, Xinglar y Zodíaco.